# Зачем нам такой мир, если там не будет России?
«Зачем нам такой мир, если там не будет России?» (в оригинале — «а зачем…») — высказывание президента России Владимира Путина, прозвучавшее в фильме Владимира Соловьёва на тему ядерного противостояния.

## Происхождение
В фильме Владимира Соловьёва «Миропорядок 2018», вышедшем в марте 2018 года,  Владимир Путин заявил, что ядерный удар приведёт к глобальной катастрофе для человечества и мира, после чего задался вопросом: «Но я как гражданин России и глава российского государства хочу задаться вопросом: а зачем нам такой мир, если там не будет России?».
В октябре 2018 года модератор дискуссии международного форума «Валдай», журналист Фёдор Лукьянов, спросил Путина, сравнимо ли его утверждение «А зачем нам такой мир, если в нём не будет России?» с утверждением «после нас хоть потоп», на что Путин ответил:
Речь шла о том, готовы ли мы и готов ли я использовать имеющееся в нашем распоряжении оружие, в том числе оружие массового уничтожения, для защиты себя, для защиты своих интересов... Да, в этой ситуации мы как бы ждём, что в отношении нас кто-то применит ядерное оружие, сами ничего не делаем. Но тогда агрессор всё равно должен знать, что возмездие неизбежно, что он будет уничтожен. А мы – жертвы агрессии, и мы как мученики попадём в рай, а они просто сдохнут, потому что даже раскаяться не успеют.

## Оценки фразы
Доктор политических наук, руководитель Центра политических исследований и прогнозов Института Дальнего Востока РАН А. В. Виноградов назвал данную фразу Путина подтверждением того, что у России своя идентичность, которую она защищает.
Директор Российского научно-исследовательского института культурного и природного наследия Владимир Аристархов, назвав вопрос Путина «риторическим», прокомментировал фразу таким образом: «но ведь речь не только о военной угрозе. Сохранение России — это и решение демографических проблем, и воспроизводство именно нашей, российской идентичности».
Доктор философских наук, главный научный сотрудник Института экономики РАН Александр Ципко подтверждает существование во фразе логики оправдания Путиным своей готовности уничтожить всё человечество в ответ на «решение уничтожить Россию», сравнивая её с ветхозаветной «око за око, зуб за зуб». Ципко пишет следующее:
По логике Путина, по зубам получат не только США, но и все остальное человечество, которое не имеет ядерного оружия и которое сегодня с ужасом смотрит, как Россия и США играют своими мускулами. И самое страшное состоит в том, что логика ядерного противостояния России и США может привести к гибели миллионов ни в чём не повинных людей. <...> Неужели это результат Божественного провидения?
Главный редактор журнала «Защита и безопасность» А. М. Евдокимов назвал фразу Путина «важнейшим военно-политическим заявлением», которое обошли вниманием политологи и эксперты:
Рискнём предположить истинную причину такого редкого единодушия: всем попросту страшно! <...> Да и как не убояться, когда президент ядерной сверхдержавы, — а Россия, безусловно, сохранила за собой второе место в мире по боевому потенциалу стратегического ракетно-ядерного оружия! — предвещает человечеству конец света. И предвещает отнюдь не шутя.

## Использование в пропаганде
The New Yorker отмечает использование высказывания в российской пропаганде и пишет, что подходящие к использованию слова и цитируемые высказывания немногочисленны — «вот, среди прочего, почему пропагандистская машина так широко использует пару высказываний Путина от 2018 года, о русских, идущих прямо в рай, и о том, что им не нужен мир, в котором нет России».
Вскоре после начала вторжения России на Украину ведущий программы Дмитрий Киселёв словами «зачем нам мир, если в нём нет России?» начал воскресное шоу в прайм-тайм. Издание The Moscow Times расценило это как «зловещий намёк на ядерную войну».
Один из самых популярных музыкальных артистов Глеб Три дня дождя использует видео ряд с фразой "Зачем нам такой мир, если там не будет России?" переведенной на разные языки во время исполнения трека "Отпускай" пропивая между строчек: "Россия останется здесь на всегда"
На английский данную фразу переводили по-разному:
- Why do we need such a world if Russia is not in it?[10][12];
- Why do we need a world without Russia in it?[13];
- What is the point of a world in which there is no Russia?[9];
- What’s the point of the world if there’s no place for Russia in it?[14].